# الهلال الأحمر المصري
جمعية الهلال الأحمر المصري هي وكالة إغاثة ومنظمة غير ربحية عامة مصرية، مُعترف بها دولياً من قبل اللجنة الدولية للصليب الأحمر بجنيف، وعضو في الاتحاد الدولي لجمعيات الصليب الأحمر والهلال الأحمر، والمنظمة العربية للهلال الأحمر والصليب الأحمر، أنشأت سنة 1911 بمدينة القاهرة على يد الشيخ علي يوسف، يرتكز عمل الهلال الأحمر المصري على الجهود التطوعية والاجتماعية التنموية، ومجالات الإغاثة ومواجهة الكوارث ومجالات الصحة العامة والمجتمعية.

## التاريخ
أنشأت جمعية الهلال الأحمر المصري سنة 1911 خلال فترة الاستعمار الانجليزى في مصر على يد الشيخ علي يوسف كما تهتم بتقديم جهود الإغاثة في الكوارث والنكبات والحالات التي تحتاج إلي الجرأة. الهلال الأحمر المصري له فروع في كافة المحافظات المصرية إلى جانب أنه في القاهرة له عدة مقرات بالنهضة وحلوان والمقطم وفرع زينهم (يعتبر فرع القاهرة). يتبنى الهلال الأحمر العديد من المشروعات: عمالة الأطفال (الحماية)، التدريب على الإسعافات الأولية، إلى جانب مكافحة أنفلونزا الطيور والمشروع الحالي مكافحة جائحة الأنفلونزا.

## وصلات خارجية
- الموقع الرسمي